# Сан Минијато Басо (Пиза)
Сан Минијато Басо је насеље у Италији у округу Пиза, региону Тоскана.
Према процени из 2011. у насељу је живело 26365 становника. Насеље се налази на надморској висини од 25 м.